# 微观尽头
《微观尽头》是刘慈欣的一篇短篇科幻小说，在1999年6月发表于《科幻世界》杂志。

## 劇情
在罗布泊建成的一处核子中心，人类将用粒子加速器击破夸克。在场的除了一众工程师，两位对"物质是否无限可分？"持相反意见的理论物理学家——丁仪与琼斯外，还有一位对物理一无所知的哈萨克族牧羊老人，名为迪夏提；他能出现在这，是因为丁仪与琼斯认为在这伟大的时刻，应有一位最不懂物理的人到场。
实验开始，众人开始等待结果。这期间，琼斯和丁仪又争论起来，琼斯认为，夸克是最小的粒子，不可能被击碎，今夜就是物理学的终结；而丁仪则看法相反，他认为物质无限可分，夸克将被击碎。迪夏提却不理解：他们探究的东西，没人理解；而建造这个加速器的耗费，都不知能灌溉多少沙漠结出多少果实。
这时，实验结果出现了，但得出的数据完全不可理解。众人思考时，迪夏提注意到外面的异常：天空变成白色，而星星变成了黑色。琼斯解释到，当他们走到微观世界的尽头时，就回到整个宏观；而加速器击穿了夸克，其能量作用到了整个宏观宇宙把宇宙反转了，这与亚瑟·克拉克在科幻小说中提出的宇宙负片相符，同时也证明了超对称。
琼斯很欣赏这样的宇宙，但这突如其来的变化也是人们陷入了恐慌，于是丁仪又下令启动加速器轰击夸克。不久后，宇宙又恢复了正常，而物理学也才刚刚开始。